# NGC 2342
NGC 2342 је спирална галаксија у сазвежђу Близанци која се налази на NGC листи објеката дубоког неба.
Деклинација објекта је + 20° 38' 13" а ректасцензија 7h 9m 18,1s. Привидна величина (магнитуда) објекта NGC 2342 износи 12,5 а фотографска магнитуда 13,2. NGC 2342 је још познат и под ознакама UGC 3709, MCG 3-19-4, CGCG 86-7, KCPG 125B, IRAS 07063+2043, PGC 20265.